# Provinciaal kiesdistrict Zevenaar

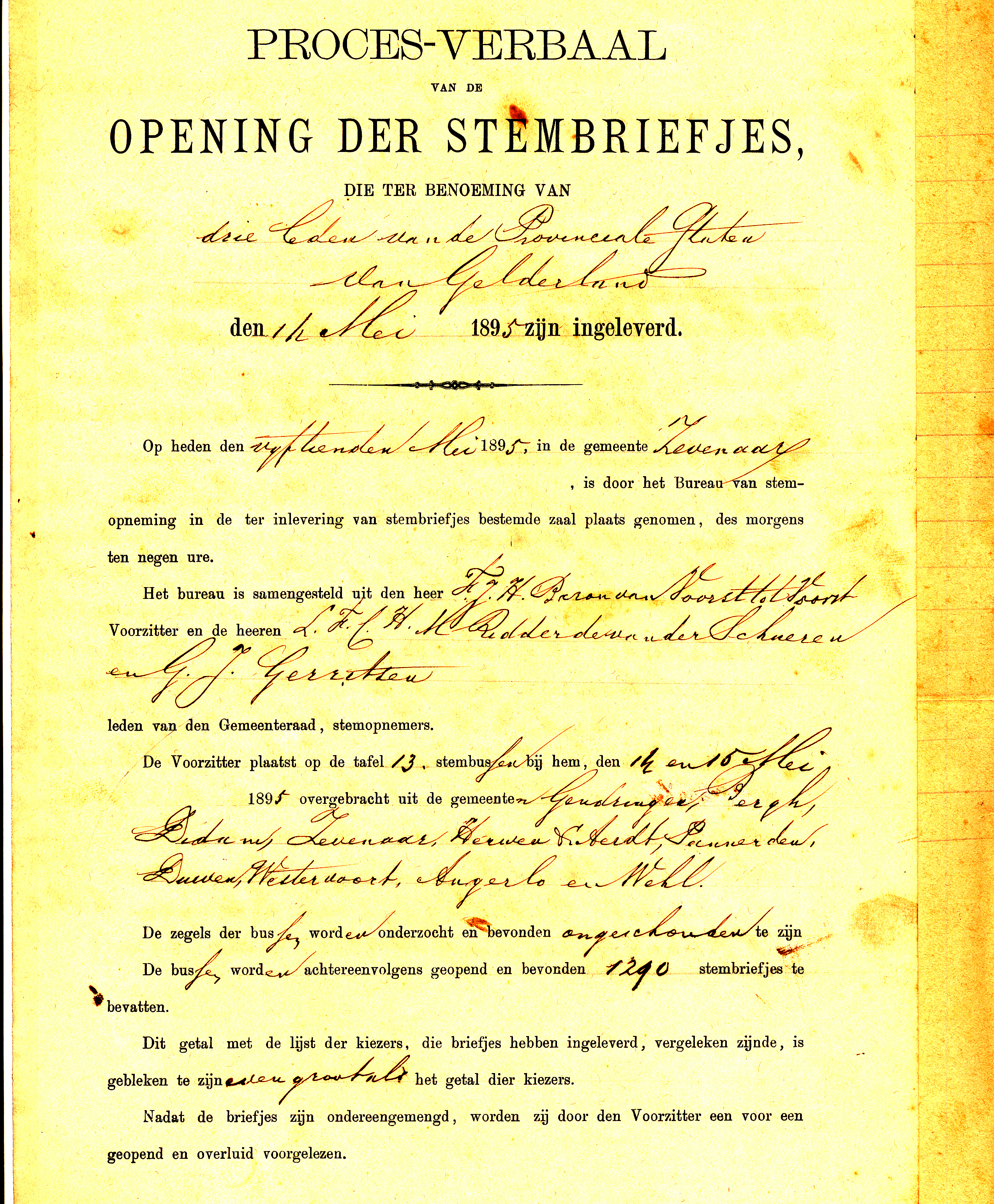
Proces-verbaal uit 1895 waarin de betreffende gemeenten van het kiesdistrict Zevenaar worden genoemd

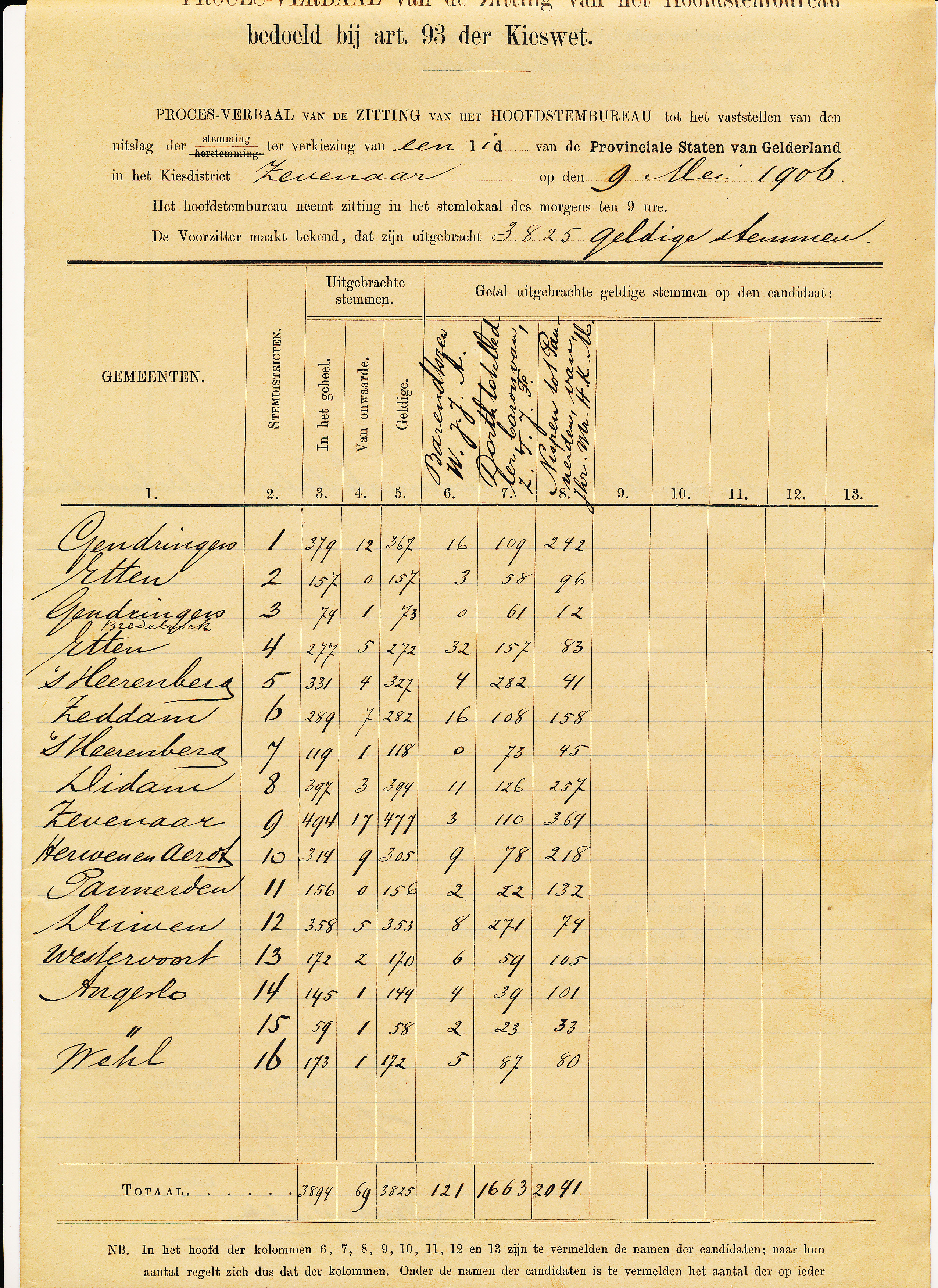
Proces-verbaal uit 1906

Het Hoofdkiesdistrict Zevenaar of kort Kiesdistrict Zevenaar was een kiesdistrict dat in de negentiende eeuw ontstond. Er vonden Provinciale Statenverkiezingen in plaats. Het bestond uit de gemeenten Zevenaar, Angerlo, Wehl, Bergh, Gendringen, Didam, Herwen en Aerdt, Pannerden, Duiven en Westervoort. Het district bestond in de tijd dat Nederland een districtenstelsel had, tot 1918. Het district viel nagenoeg volledig samen met de streek de Liemers, en overlapte grotendeels met het territorium van het middeleeuwse Aartsdiakonaat Emmerik (waar ook Terborg geruime tijd onderdeel van was) en het Gelderse Rentambt Liemers, waar alleen de gebieden van de voormalige gemeenten Angerlo, Gendringen, Pannerden en Herwen en Aerdt geen onderdeel van waren. De gebieden van de voormalige gemeenten Angerlo en Gendringen (ten westen van de Oude IJssel) waren wel onderdeel van het vroegmiddeleeuwse Gouw Liemers (Latijn: Pagus Leomerike) in Hamaland.
In institutioneel en bestuurlijk opzicht was het Kiesdistrict Zevenaar een voortzetting van het Ambt Liemers dat na de Franse Tijd in 1816 was opgeheven.
Het Kiesdistrict Zevenaar ontstond in 1850 en werd opgeheven na de beëindiging van het districtenstelsel in Nederland in 1917.